# أندريا بريتون
أندريا بريتون (بالإنجليزية: Andrea Britton)‏ هي مغنية مؤلفة ومغنية بريطانية، ولدت في القرن العشرين.

## وصلات خارجية
- الموقع الرسمي
- أندريا بريتون على موقع ميوزك برينز (الإنجليزية)
- أندريا بريتون على موقع ديسكوغز (الإنجليزية)